# Szmaragdowy las
Szmaragdowy las (ang. The Emerald Forest) – brytyjski film przygodowy z 1985 roku w reżyserii Johna Boormana. Akcja rozgrywa się w brazylijskim lesie równikowym, gdzie kręcono również zdjęcia. Fabuła opiera się na prawdziwej historii. Film otrzymał 4 nominacje do Nagrody BAFTA.

## Fabuła
Amerykański inżynier Bill Markham pracuje w amazońskiej dżungli. Pewnego dnia znika jego pięcioletni syn. Poszukuje go policja, jednak poszukiwania nie dają żadnych rezultatów. Markham jest przekonany, że jego syna porwało dzikie plemię z amazońskiej dżungli. Postanawia zapuścić się w głąb amazońskiej dżungli w poszukiwaniu syna. Na inżyniera w lesie równikowym czeka wiele niebezpieczeństw. Markham jednak przysięga sobie, że odnajdzie syna.

## Obsada
- Powers Boothe – Bill Markham
- Meg Foster – Jean Markham
- Yara Vaneau – młoda Heather Markham
- William Rodriguez –  młody Tommy Markham
- Estee Chandler – Heather Markham
- Ruy Polanah – wódz Wanadi
- Charley Boorman – Tomme
- Dira Paes – Kachiri
- Eduardo Conde – Werner
- Ariel Coelho – ojciec Leduc
- Peter Marinker – Perreira
- Mario Borges – Costa
- Átila Iório – kupiec
- Gabriel Archanjo – pachołek kupca
- Gracindo Júnior – Carlos
- Arthur Muhlenberg – Rico[1]